# Abscess (deutsche Band)
Abscess war eine Elektro-Formation, die 1993 von Jan Bicker (Gesang) und Sunny Schramm (Musik) in Kiel gegründet wurde. Die Band vermischte zunächst Elektro mit Breakbeat-Anleihen. Mit dem zweiten Werk verlagerte sich der Schwerpunkt auf Ambient-, Film-Score- und Trip-Hop-Elemente.

## Hintergrund
Musikalisch beeinflusst durch Künstler wie Mentallo & The Fixer, Skinny Puppy, Front Line Assembly, Lassigue Bendthaus und Clock DVA, formierten Jan Bicker und Sunny Schramm (der zuvor unter anderem in der Band Nigra Nebula tätig war) das Projekt unter dem Namen God’s Gift. Da bereits eine Gruppe mit demselben Namen existierte, änderten sie God’s Gift in Abscess um.
Nach Veröffentlichung des Demos „Destruction“ im Jahr 1994, unterzeichneten Abscess einen Vertrag bei der Hamburger Plattenfirma Glasnost Records. Dort erschienen die beiden Alben „In Your Mind“ (1995) und „Journey“ (1996).
Mit Titeln wie „Delusion“, „Slinking Shadows“, „Forged Voices“ oder „Vicious Cover“ lenkten Abscess schon bald die Aufmerksamkeit auf sich, ein Remix des zum Clubhit avancierten Songs „Raise Up“ wurde auf dem Sampler „Neurostyle Vol. 1“ veröffentlicht. Bei den Aufnahmen für „In Your Mind“ wirkte Sevren Ni-Arb, Frontmann der Band X Marks The Pedwalk, als Tontechniker mit.
Um an den Erfolg beider Werke anknüpfen zu können, wechselten Abscess anschließend zum Bad Homburger Label Zoth Ommog, auf dem das dritte und vorerst letzte Werk „Punishment & Crippled Reality“ erschien. Dieses Album wurde 1999 an das kanadische Label Gashed! lizenziert.
Nachdem bereits 6 Titel des vierten Albums „ClockworX“ fertiggestellt waren, stellte Jan Bicker seine musikalischen Aktivitäten überraschend ein. Abscess trennten sich im Jahr 2000, zur Veröffentlichung des neuen Albums kam es nicht. Sunny Schramm gründete das Solo-Projekt Type und fungierte zeitweilig als Mitglied der Formation Concrete Nature (ehemals Nigra Nebula).
Ab 2005 unterstützte Schramm die norddeutsche Band Pesticide mit den nötigen Synths und Samples, verließ diese jedoch 2 Jahre später.

## Sonstiges
Die von Aggro Berlin benutzte Grundmelodie zum Promo-Video Aggro Teil 2 ist ein Sample des Abscess-Songs „Delusion“.

## Veröffentlichungen
- 1994: Destruction (MC)
- 1995: In Your Mind (CD, Glasnost Records)
- 1995: Raise Up (Edit) (auf der Compilation „Neurostyle Volume 1“)
- 1996: Journey (CD, Glasnost Records, limitierte Digipack-Edition)
- 1996: Journey (CD, Glasnost Records)
- 1998: Punishment & Crippled Reality (CD, Zoth Ommog)
- 1999: Punishment & Crippled Reality + Bonus (CD, Gashed!)
- 2000: Dying Culture (Equatronic Remix) (als Download auf der bandeigenen Webseite)